# Hato Rey Sur
Hato Rey Sur es un barrio ubicado en el municipio de San Juan en el estado libre asociado de Puerto Rico. En el Censo de 2010 tenía una población de 10.738 habitantes y una densidad poblacional de 5.043,75 personas por km².
Hato Rey Sur pertenece al sector antiguo de Hato Rey situado en la parte noroeste del disuelto de municipio de Río Piedras.

## Geografía
Hato Rey Sur se encuentra ubicado en las coordenadas 18°24′17″N 66°3′31″O / 18.40472, -66.05861. Según la Oficina del Censo de los Estados Unidos, Hato Rey Sur tiene una superficie total de 2.13 km², que corresponden a tierra firme.

### Ubicación
Al este se ubica la Avenida Ponce de León colindando con el pueblo de Río Piedras, el río Piedras al sudeste, y el barrio de Baldrich hacia el norte. 
La sección elevada del Tren Urbano con la estación Piñero se encuentra en la avenida Hostos entre las avenidas Ponce de León y Muñoz Rivera respectivamente y la sección bajo tierra del Tren Urbano colindando al sudeste con el barrio Universidad con la estación subterránea Universidad se encuentra por debajo de la avenida Ponce de León.

## Demografía
Según el censo de 2010, había 10.738 personas residiendo en Hato Rey Sur. La densidad de población era de 5.043,75 hab./km². De los 10.738 habitantes, Hato Rey Sur estaba compuesto por el 70.59% blancos, el 11.12% eran afroamericanos, el 0.51% eran amerindios, el 0.81% eran asiáticos, el 12.93% eran de otras razas y el 4.04% pertenecían a dos o más razas. Del total de la población el 96.52% eran hispanos o latinos de cualquier raza.

## Subbarrios
Hato Rey Sur se divide en cuatro subbarrios; Bella Vista, Hyde Park, La 37, Santa Rita y las urbanizaciones en Hyde Park de University Gardens y Santa Ana.  

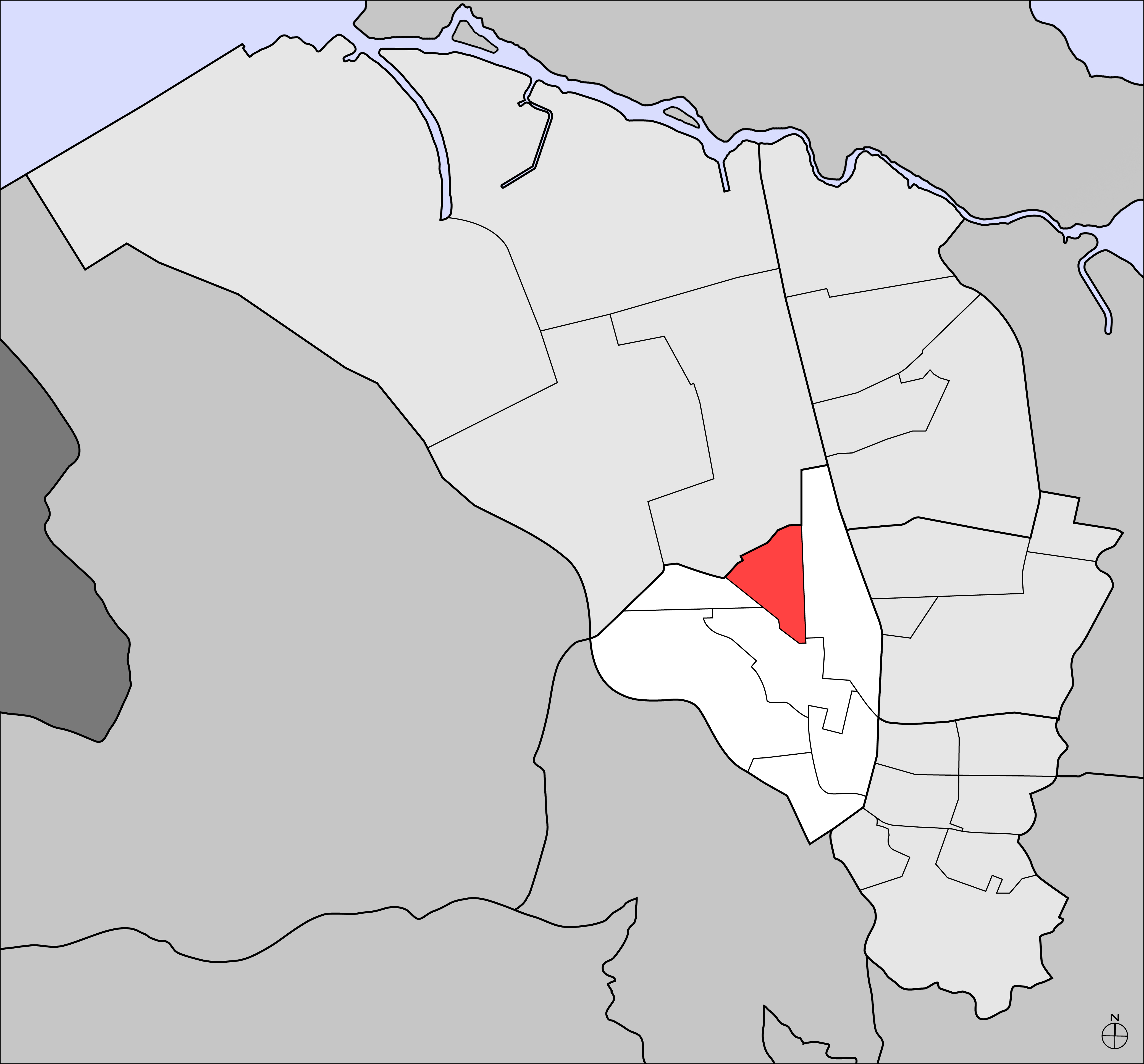
Bella Vista
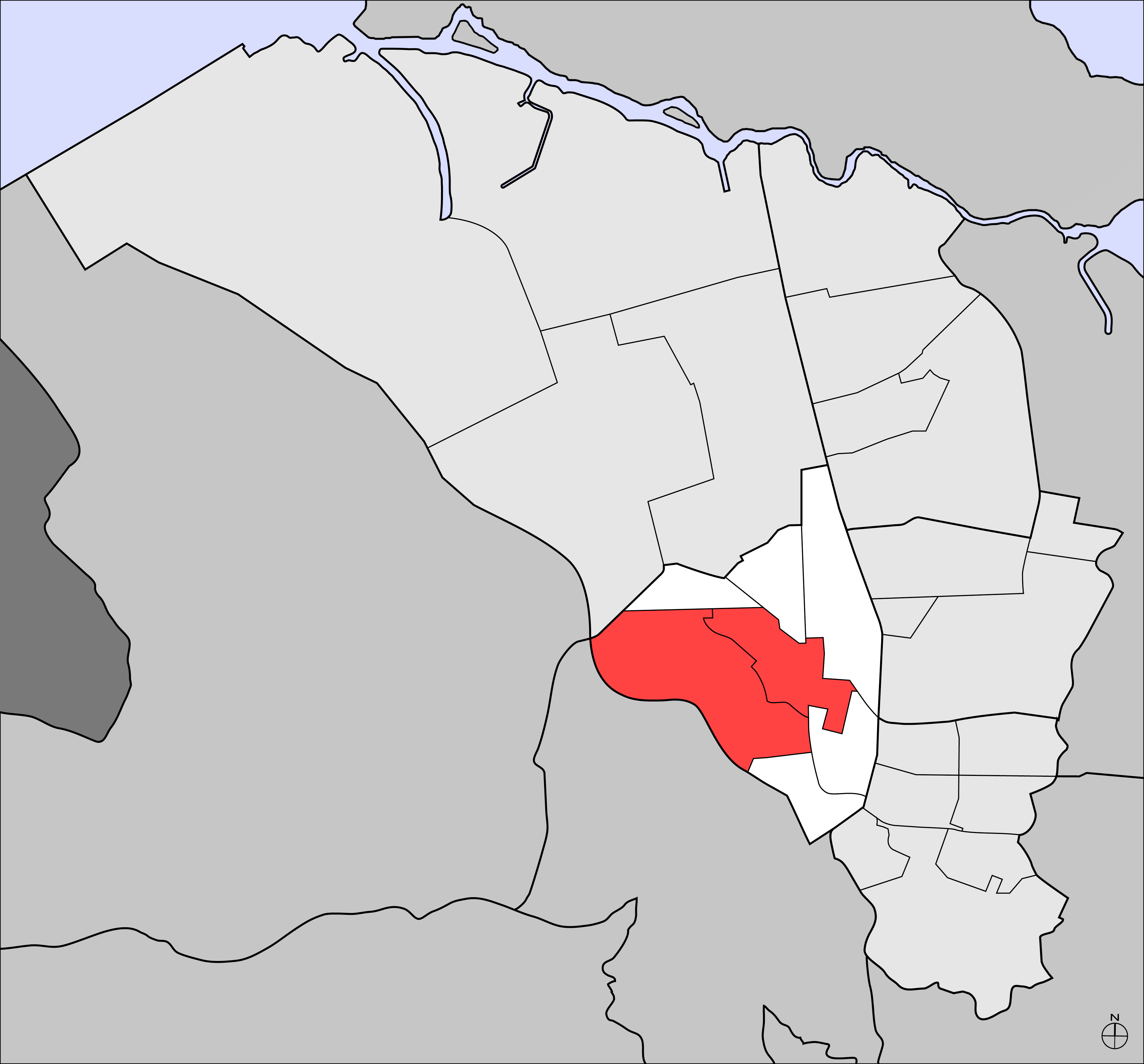
Hyde Park
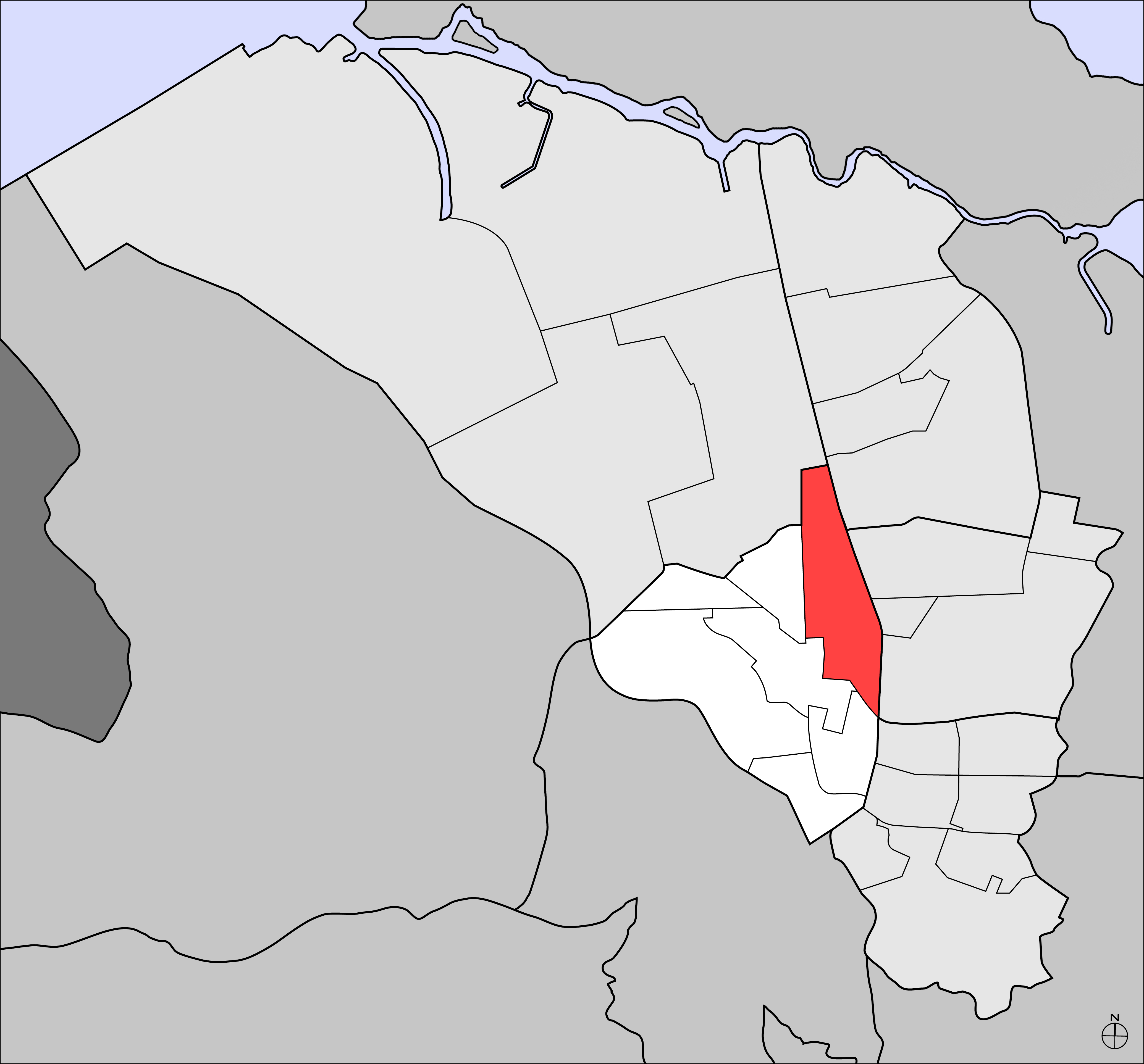
La 37
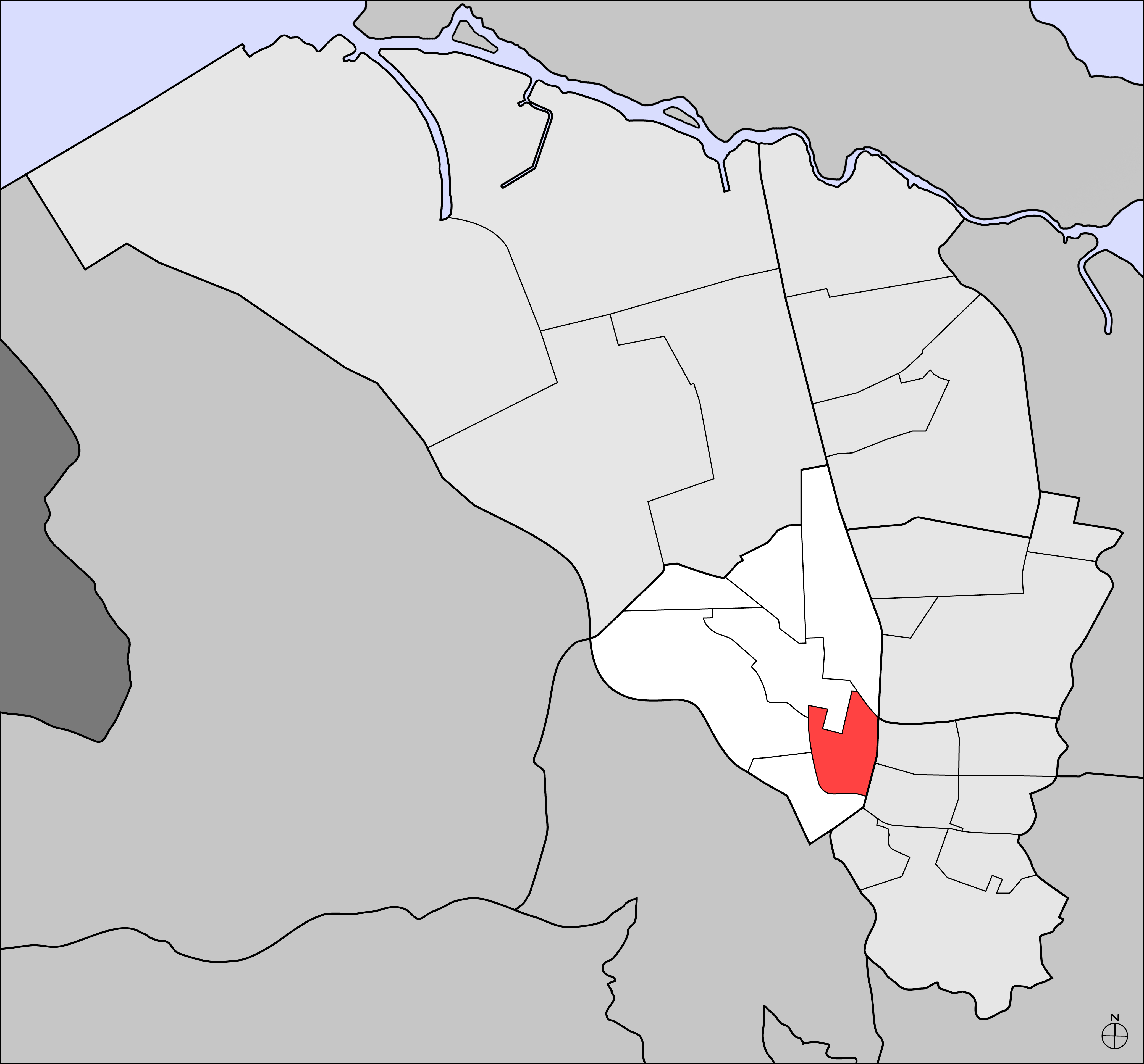
Santa Rita

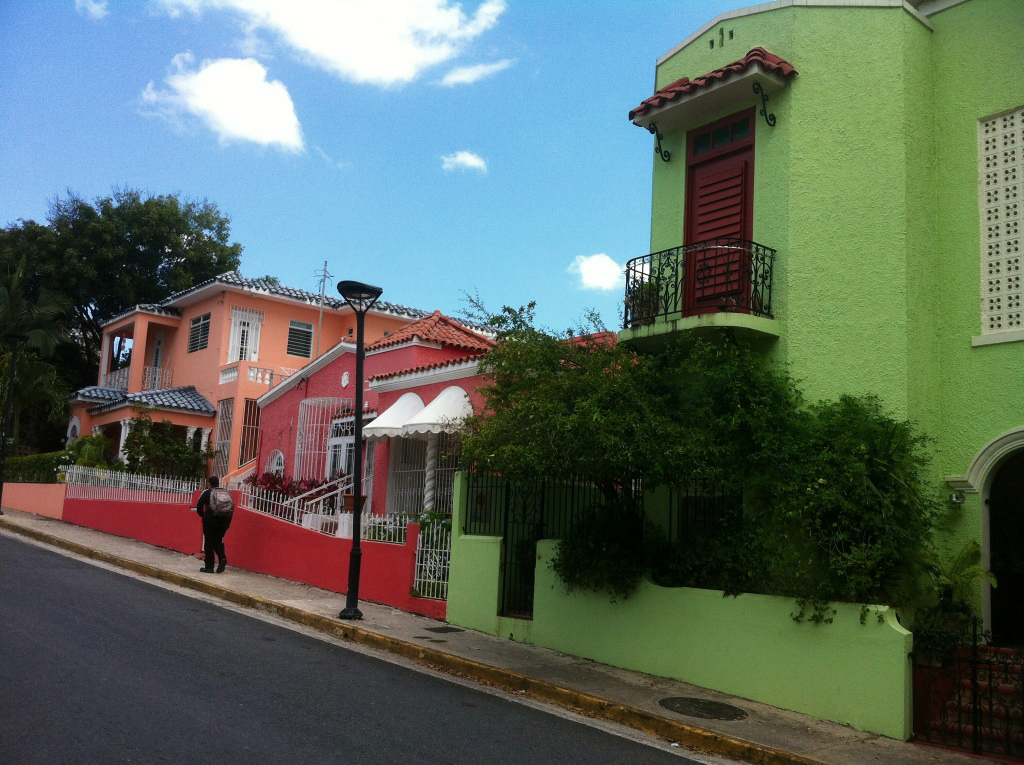
Santa Rita
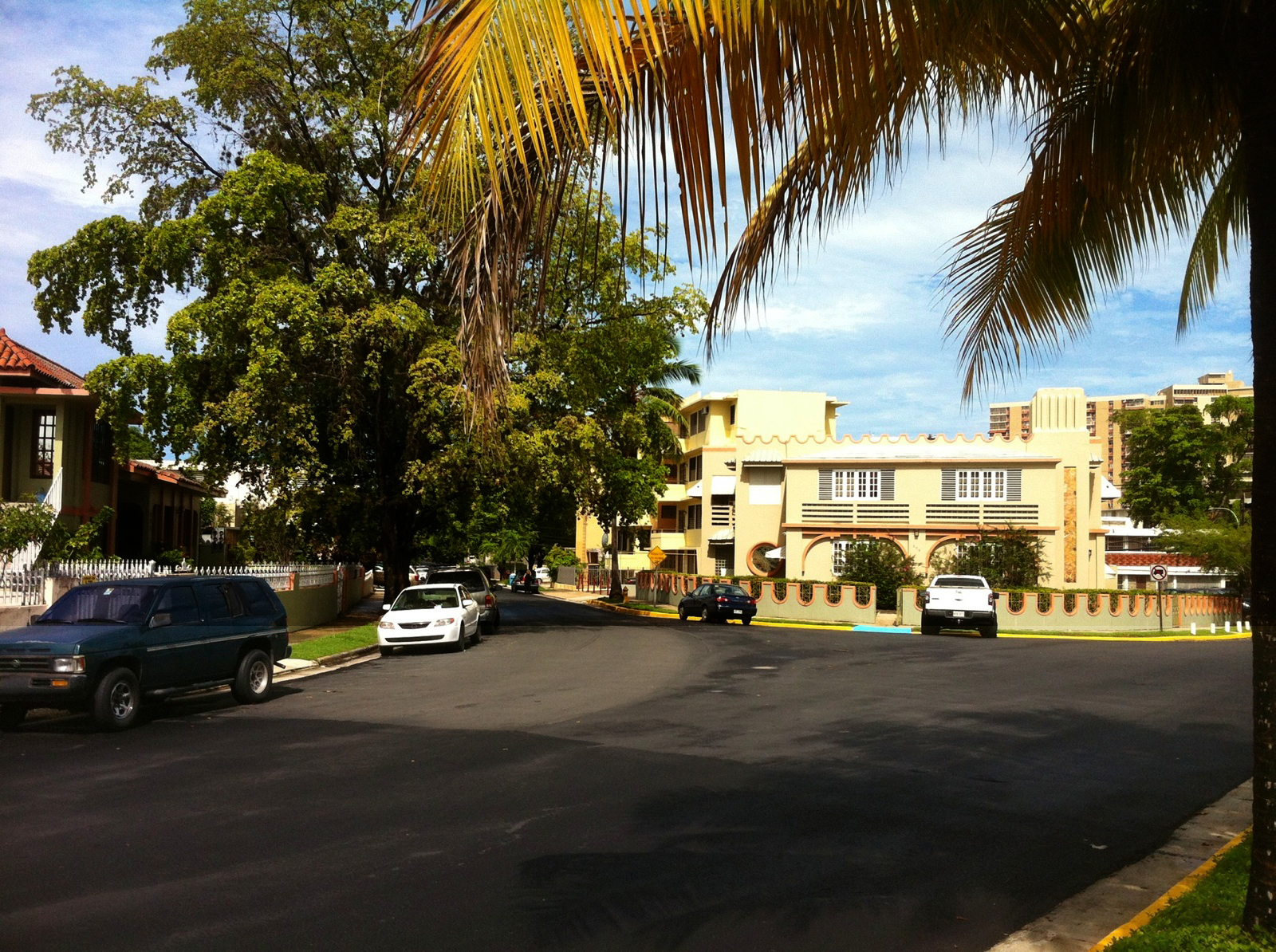
Hyde Park
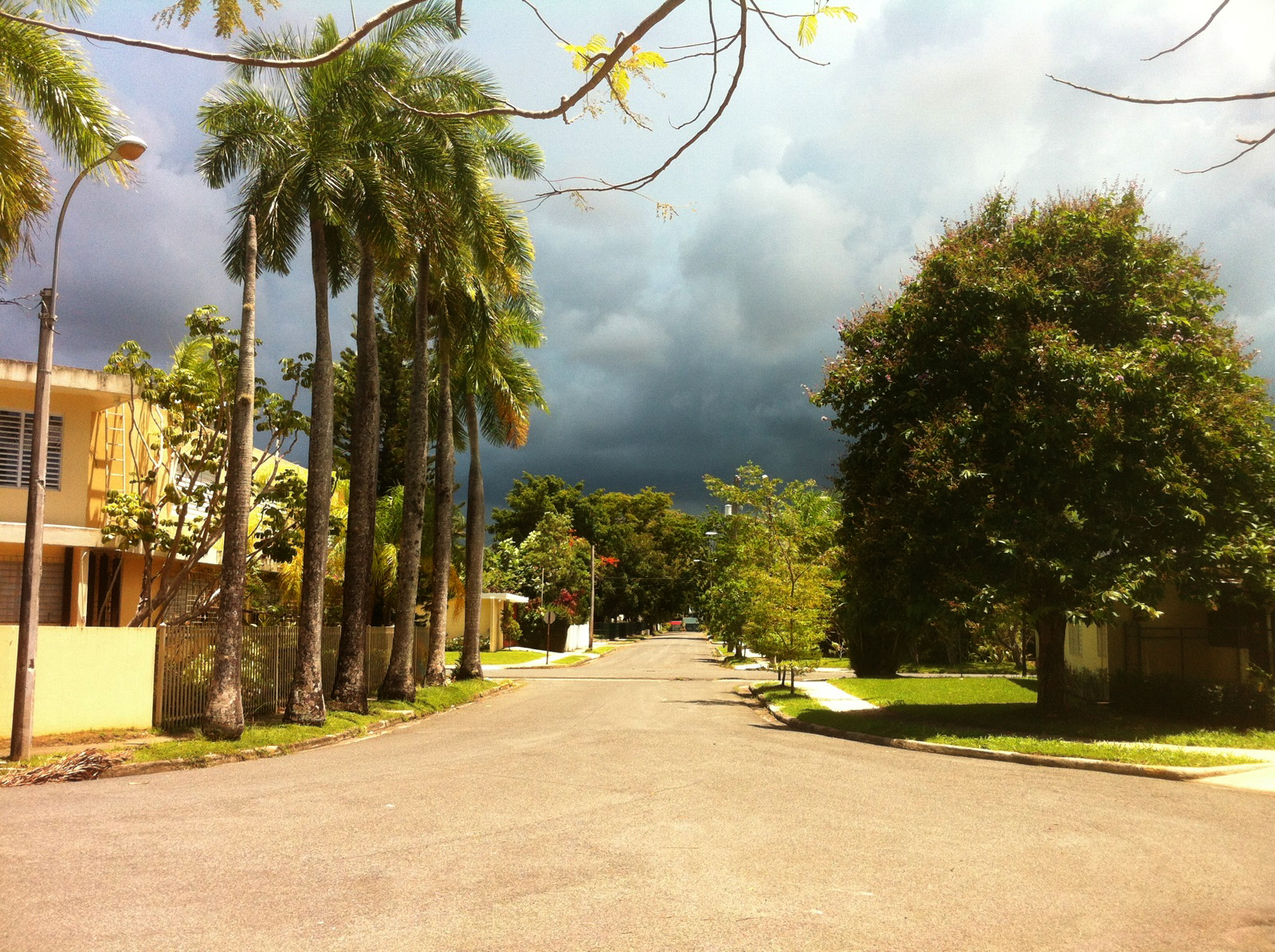
University Gardens